# Travis Schuldt
Travis Scott Schuldt (* 18. September 1974 in Topeka, Kansas) ist ein US-amerikanischer Schauspieler.

## Leben und Karriere
Schuldt wuchs in Topeka, Kansas auf und besuchte die Topeka High School. Im Anschluss studierte er an der Texas Christian University und machte dort seinen Abschluss Bachelor of Fine Arts als Schauspieler. Nach ersten Erfolgen als Model zog er 1999 nach Los Angeles. Im selben Jahr erhielt er die Rolle des Ethan Crane in der Fernsehserie Passions, die er bis 2002 innehatte. Außerdem hatte er Gastrollen in Serien wie JAG – Im Auftrag der Ehre und Veronica Mars. Von 2006 bis 2008 war er in der Fernsehserie Scrubs – Die Anfänger als Assistenzarzt Keith Dudemeister zu sehen.
Im Jahr 2000 gründete Schuldt das Lone Star Ensemble, eine in Los Angeles ansässige Theatertruppe, die es sich zur Aufgabe gemacht hat, neue oder unbekannte Stücke klassischer und moderner Autoren einem interessierten Publikum zugänglich zu machen.
Schuldt ist seit Juli 2014 mit Natalie Zea, seiner Schauspielkollegin aus Passions, verheiratet. Im Oktober 2015 kam die Tochter des Paares zur Welt.

## Filmografie (Auswahl)
- 1999: Midsummer (Kurzfilm)
- 1999: Passions (Fernsehserie, 4 Episoden)
- 1999: Sagamore (Fernsehfilm)
- 2002: Candy
- 2003–2004: 10-8: Officers on Duty (Fernsehserie, 14 Episoden)
- 2005: Automatic
- 2006: Mystery Woman: Oh Baby (Fernsehfilm)
- 2006–2009: Scrubs – Die Anfänger (Scrubs, Fernsehserie, 39 Episoden)
- 2007: The Hitcher
- 2007: Hack!
- 2008: Something’s Wrong in Kansas
- 2008: From a Place of Darkness (Place of Darkness)
- 2008: Big Fat Important Movie (An American Carol)
- 2008: Major Movie Star (Private Valentine: Blonde & Dangerous)
- 2009: Fringe – Grenzfälle des FBI (Fringe, Fernsehserie, Episode 2x05)
- 2009: The Big Bang Theory (Fernsehserie, Episode 2x02)
- 2009–2010, 2013: It’s Always Sunny in Philadelphia (Fernsehserie, 5 Episoden)
- 2010: Rules of Engagement (Fernsehserie, Episode 4x12)
- 2012–2015: Community (Fernsehserie, 2 Episoden)
- 2012: The Giant Mechanical Man
- 2012: Robot and Fank
- 2013: Blue Bloods – Crime Scene New York (Blue Bloods, Fernsehserie, Episode 3x16)
- 2013: This Magic Moment
- 2014: The Mentalist (Fernsehserie, Episode 6x12)
- 2015: The Boy Next Door
- 2016: 2 Broke Girls (Fernsehserie, Episode 5x04)
- 2019: The OA (Fernsehserie, Episode 2x03)
- 2021: Young Sheldon (Fernsehserie, Episode 4x09)
- 2023: How I Met Your Father (Fernsehserie, Episode 2x12)